# Estadio Brøndby
El estadio Brøndby es un estadio de fútbol situado en la ciudad de Copenhague, Dinamarca. El estadio fue construido en 1965 y fue remodelado en 1999. El estadio es propiedad del club de fútbol Brøndby IF.

## Historia

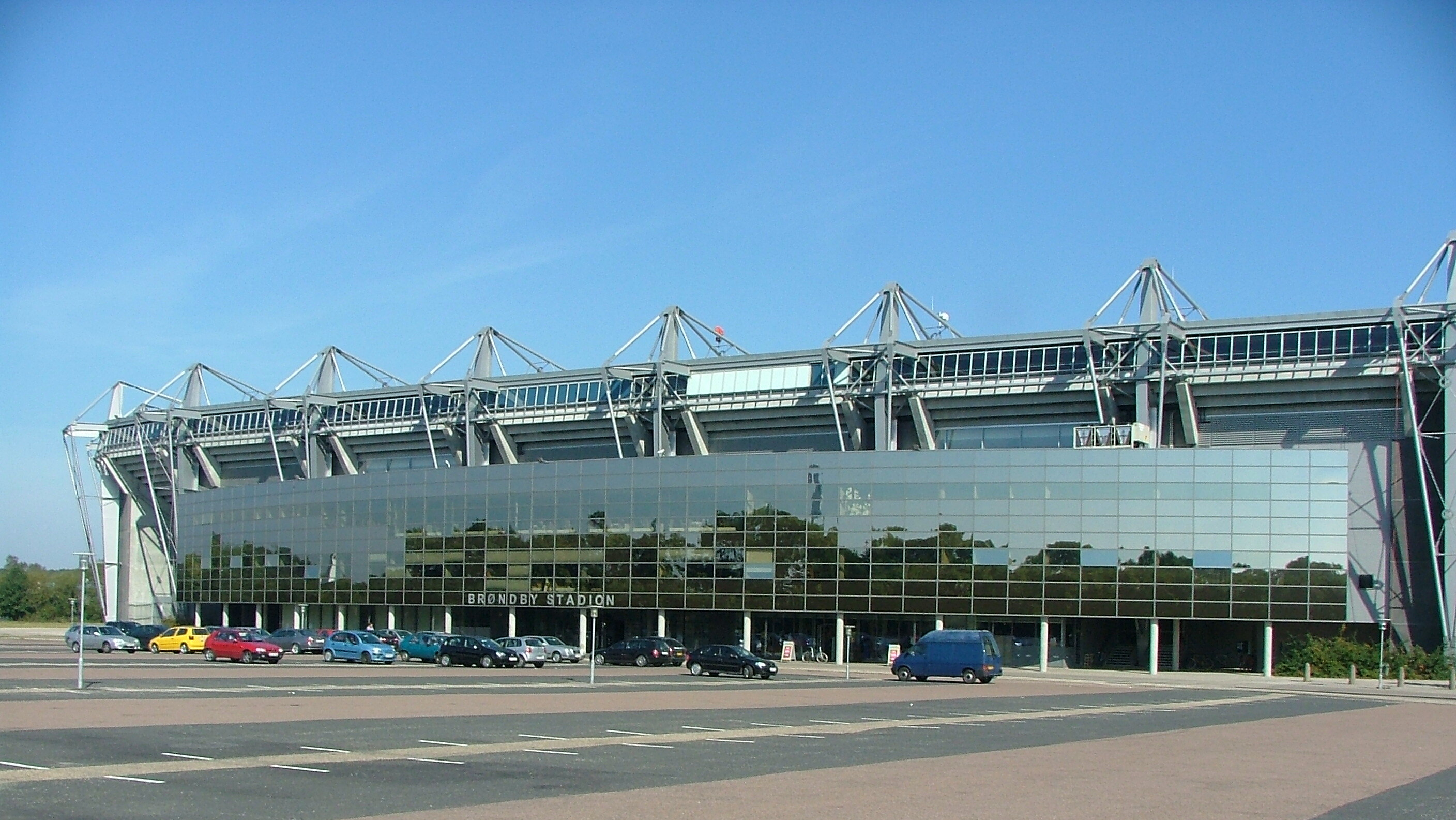
Un aspecto exterior del Brøndby Stadium.

El estadio fue inaugurado en 1965 como poco más que un campo de hierba con una pista de atletismo rodeando el campo de juego. La tribuna principal no se construyó hasta 1978, y tenía una capacidad de 1200 espectadores sentados. Cuando el Brøndby IF ascendió a la principal liga de fútbol de Dinamarca en 1982, se construyeron gradas de hormigón frente a la tribuna principal, lo que permitía añadir una multitud de 5000 personas adicionales. De 1989 a 1990, la pista de atletismo fue retirada y otros 2000 asientos se instalaron en la parte superior, lo que dejaba una capacidad total de 10 000 espectadores.

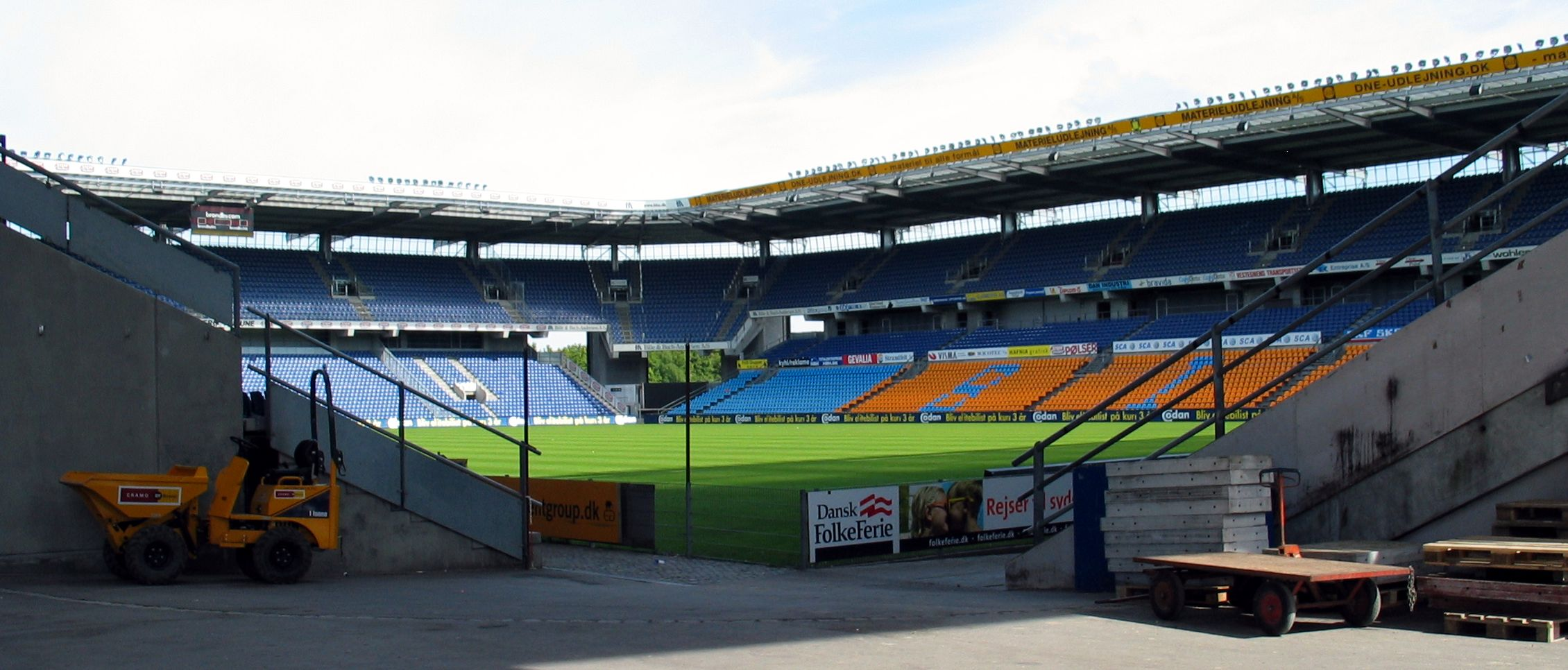
Estadio Brøndby en obras de mantenimiento en 2005.

El estadio fue aumentado temporalmente con nuevas gradas cuando el Brøndby IF jugó en la Copa de la UEFA 1990-91, lo que elevó la capacidad del estadio a 18 000 en el partido de ida de semifinales del torneo. Después de la aventura europea, el club inauguró su tribuna oriental en 1992, lo que permitió un total de 22 000 espectadores.
El Brøndby IF compró el estadio al municipio en mayo de 1998 por un valor de 23,5 millones de coronas danesas y el club gastó el doble en la modernización del estadio. Cuando el club se clasificó para la Liga de Campeones de la UEFA 1998-99, el estadio estaba en construcción y los partidos fueron disputados en el Parken.
Después de una reconstrucción en el período 2000-2001, la capacidad del estadio es ahora de 29 000 y 26 000 espectadores en los partidos europeos por motivos de seguridad. El estadio reconstruido se abrió el 22 de octubre de 2000 con una victoria 4-2 sobre el Akademisk Boldklub, ante una multitud de 28 416 espectadores. Desde entonces, el estadio ha sido testigo de una serie de menores o mayores mejoras técnicas y de infraestructura, y en febrero de 2004 en el partido europeo contra el FC Barcelona se jugó frente a 26 031 espectadores, todos ellos sentados.
El promedio de asistencia a partidos de la Superliga danesa es de 16 500, mientras que el récord fue una asistencia de 31 508 para un partido contra el FC København el 18 de junio de 2003. En comparación, los dos clubes se han reunido con frecuencia ante una multitud de 40 000 espectadores en el feudo del FC København, el Parken.